# 東方海外貨櫃航運公司

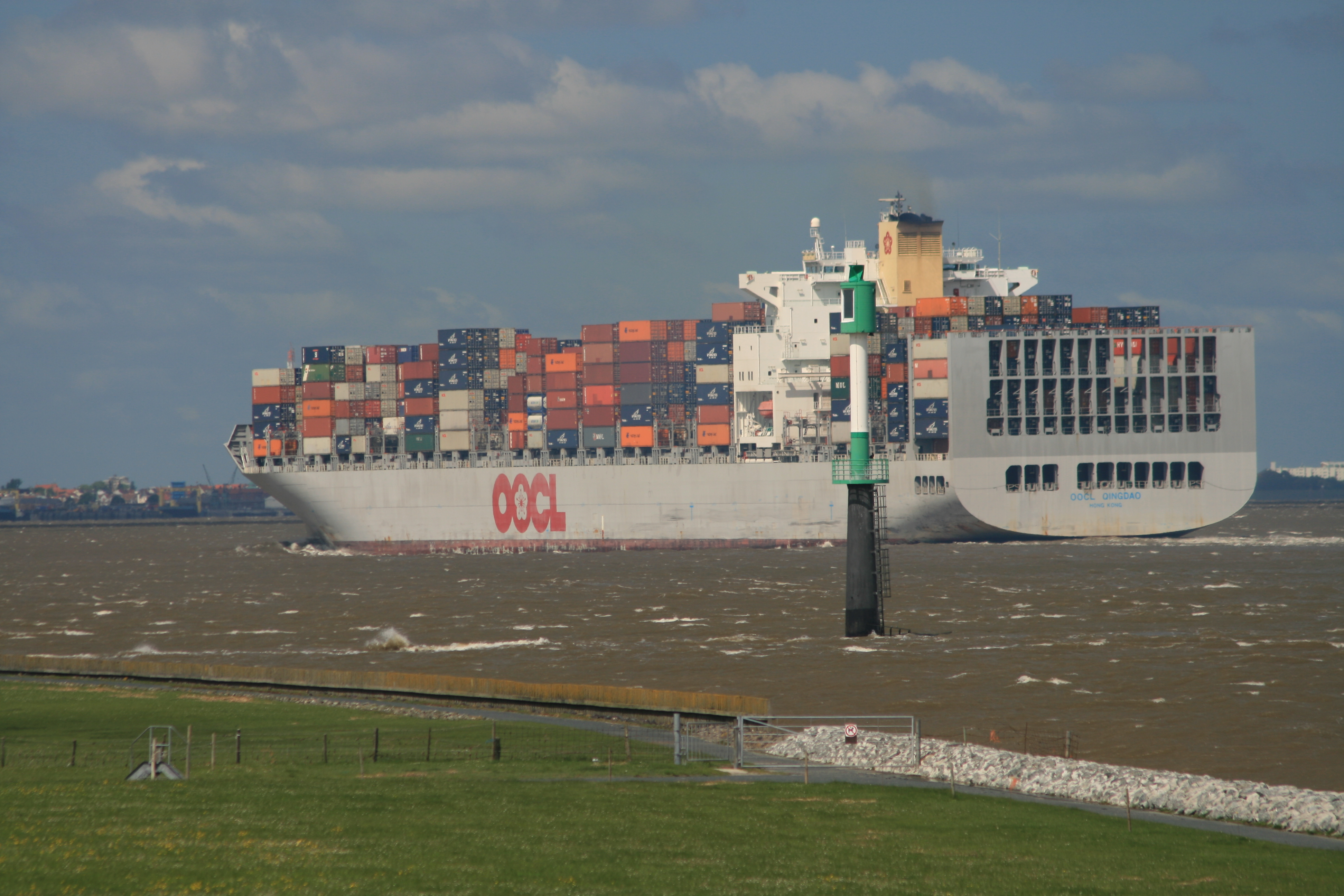
OOCLのコンテナ船

東方海外貨櫃航運公司（中: 东方海外货柜航运公司、英: Orient Overseas Container Line Ltd.）は香港の海運会社。OOCLの商用名で知られる。東方海外（国際）有限公司（英: Orient Overseas (International) Limited）、略称「東方海外国際（OOIL）」の100%子会社である。

## 沿革
1947年、董浩雲が東方海外航運公司（Orient Overseas Line）を設立。コンテナ事業が本格化した1969年に現社名に改められた。1982年、浩雲の死去に伴い息子の董建華が代表の座を継いだ。建華が香港特別行政区行政長官に選出された後は、弟の董建成が代表の座に就いている。中国国民党とのつながりも深く、社章には中華民国の国花である梅がデザインされている。
2017年9月上旬に、中遠海運控股股份有限公司（COSCO SHIP HOLD）が東方海外(国際)有限公司(OOIL)を買収する提案を、COSCO SHIP HOLDの実質的最大株主の国有資産監督管理委員会(SASAC)が承認し、同年10月16日に開かれたCOSCO SHIP HOLDの臨時株主総会において、同社および上海国際港務(集団)股份有限公司がOOILの全株式を買収することを認める決議がなされ、翌2018年7月24日に株式取得を完了した。

## 事業
日本の日本郵船、ドイツのハパックロイド (Hapag-Lloyd) 、マレーシアのMISC (MISC Berhad) とともにグランド・アライアンスを構築している。世界58カ国に、約230の事業所を展開。150隻の船舶と50万TEUの海上コンテナを所有する。2003年にはアジア-欧州航路に積載能力8063TEUと当時としては世界最大級のコンテナ船「OOCL Shenzhen」が就航したほか、香港-日本の航路には「OOCL KOBE」や「OOCL YOKOHAMA」など日本の港の名を冠したコンテナ船を運航している。